# Toby Nichols
Tobias „Toby“ Nichols (* 30. November 2001) ist ein US-amerikanischer Kinderdarsteller. Internationale Bekanntheit erlangte er vor allem im Jahre 2015 durch seine Rolle des Lucas Simons in Chasing Ghosts an der Seite von Tim Meadows, W. Earl Brown oder Robyn Lively.

## Leben
Toby Nichols wurde als jüngstes von sechs Kindern von Bridget und Ross Nichols geboren und hat neben seinen drei Schwestern auch zwei Brüder (Zach und Seth Nichols), die ebenfalls bereits im Film- und Fernsehbereich zum Einsatz kamen. Seine Ausbildung als Schauspieler begann er im Jahre 2012, in dem er auch seine erste Rolle in einer namhaften Produktion hatte. So kam er im Weihnachtsfilm Der Engel von nebenan zu einem unwesentlichen Kurzauftritt. Außerdem war er im gleichen Jahr Foto-Double von Max Charles im Pilot der nie veröffentlichten TNT-Serie Scent of the Missing. Im darauffolgenden Jahr kam er an der Seite seiner Mutter und seinem Bruder Seth in einer Episode von Project Z: History of the Zombie Apocalypse zum Einsatz. 2013 war er auch Hauptfigur in Joseph „Joey“ Harmons Kurzfilm Shoe Tying 101 und hatte einen Gastauftritt in Gary Fleders Homefront, in dem auch seine Mutter in einer kleinen unwesentlichen Rolle zu sehen war. Nach einem weiteren Auftritt im Werbefilm Shelter from the Storm, einem Public Service Announcement (PSA) von Foster Care Wisconsin wurde er noch im selben Jahr in der neunten Episode der dritten Staffel von American Horror Story eingesetzt. Dort spielte er eine 14-jährige Version des kurzzeitigen Nebencharakters Hank Foxx, gespielt von Josh Hamilton. Für dieses Engagement wurde er im Folgejahr bei den Young Artist Awards 2014 in der Kategorie „Bester Gastdarsteller in einer Fernsehserie – zwischen elf und 13 Jahren“ nominiert, konnte sich in dieser Kategorie allerdings nicht gegen Joshua Carlon, der den Preis für seinen Einsatz in Sam & Cat gewann, durchsetzen.
Nach kurzen Gastauftritten in den Filmen 22 Jump Street und Dead Still kam Nichols im gleichen Jahr auch in Chris Ganucheaus Kurzfilm True Heroes, der im Jahre 2014 beim seit 2012 alljährlich stattfindenden Filmfestival Louisiana Film Prize den mit 50.000 US-Dollar dotierten Grand Prize gewann, zum Einsatz. Hierbei war er in der Hauptrolle zu sehen und wurde in dieser beim Louisiana Science Fiction Film and Costume Festival des Jahres 2014 für einen Festival Prize in der Kategorie Best Actor nominiert, konnte jedoch auch diesen Preis nicht gewinnen. Noch im gleichen Jahr war Toby Nichols, der seit 2012 regelmäßig bei Debby Gaudet’s Young Screen Actors ausgebildet wurde und auch unter Besetzungschefin Harriet Greenspan, Schauspieler und Talentscout Braden Lynch, sowie den Besetzungschefs Cheryl Faye, Ty Harman und Joey Paul Jensen Erfahrung sammelte, in einem Werbespot der Tortilla-Chip-Marke Doritos, sowie im Spielfilm der beiden Autorenbrüder Daniel und Matthew Libman zu sehen. Noch im Jahre 2013 wurde er für den Film Chasing Ghosts, der daraufhin im Jahre 2014 gedreht und schließlich am 21. April 2015 veröffentlicht wurde, gecastet. Im Film hatte er neben Schauspielern wie Tim Meadows, W. Earl Brown oder Robyn Lively die Hauptrolle des Lucas Simons inne und feierte in dieser seinen ersten größeren Durchbruch im Filmgeschäft. In diesem Jahr wurde er auch noch in zahlreichen anderen Film- und Fernsehproduktionen eingesetzt, so hatte er unter anderem einen Gastauftritt in der ersten Episode der zweiten Staffel von Salem, in der er einen Hühnerdieb mimte. 2018 wurde der Fantasy-Horror Film "The Dark" veröffentlicht, bei dem Nichols einen blinden Jungen spielte, welcher eine der zwei Hauptcharaktere ist.
Weiters sah man ihn in Filmen wie Zombie Shark oder Trumbo, einem filmbiografischen Drama in der Hauptrolle mit Bryan Cranston als Drehbuch- und Romanautor Dalton Trumbo; des Weiteren war er der Sprecher in Ruby Strangelove Young Witch. Im Jahre 2016 sind weitere Veröffentlichungen von Produktionen, in denen Toby Nichols mitwirkt, geplant. Dabei sind eine wiederkehrende Rolle als T.R. Macon in sechs Episoden von Underground oder als Sam im Thriller Desolation, der sich aktuell (Stand: 26. Oktober 2015) in der Postproduktion befindet.

## Filmografie
Filmauftritte (auch Kurzauftritte)
- 2012: Der Engel von nebenan (Christmas Angel)
- 2013: Shoe Tying 101 (Kurzfilm)
- 2013: Homefront
- 2013: Shelter from the Storm – PSA Foster Care Wisconsin (Werbespot)
- 2014: 22 Jump Street
- 2014: Dead Still
- 2014: True Heroes (Kurzfilm)
- 2014: Doritos: Confidence (Werbespot)
- 2014: Duty
- 2015: Chasing Ghosts
- 2015: Zombie Shark
- 2015: Trumbo
- 2015: Ruby Strangelove Young Witch
- 2018: The Dark

Serienauftritte (auch Gast- und Kurzauftritte)
- 2013: Project Z: History of the Zombie Apocalypse (1 Episode)
- 2013: American Horror Story (1 Episode)
- 2015: Salem (1 Episode)
- 2016: Underground (6 Episoden)

## Nominierung
- 2014: Young Artist Award in der „Kategorie Bester Gastdarsteller in einer Fernsehserie – zwischen elf und 13 Jahren“ für sein Engagement in American Horror Story[7]